# Dichiarazioni d'amore
Dichiarazioni d'amore è un film del 1994 diretto da Pupi Avati.

## Trama
Dopo la seconda guerra mondiale, a Bologna, Edoardo, detto Dado, cerca in tutti i modi di conquistare Sandra, a costo anche di andare contro la famiglia e gli insegnanti. Il tutto, viene raccontato in flashback, per l'esattezza 46 anni dopo, a seguito dell'omicidio di Sandra.

## Produzione
È stato girato interamente a Bologna.

## Accoglienza

### Critica
Il dizionario dei film Il Morandini assegna due stelle su cinque, perché, secondo la critica, miscela la tenerezza del rimorso e l'accidia del sentimento, portando quindi ad un cocktail non riuscito.

## Riconoscimenti
- 1994 - Grolla d'oro
  - Candidatura